# Аникина, Наталья Ивановна
Наталья Ивановна Аникина — художница, искусствовед. Главный редактор газеты «Московский художник» (с 2003 года). Член Федеральной комиссии по культуре ЦКСС партии «Единая Россия».. Заслуженный деятель искусств РФ (2012). Академик РАХ (2013).

## Биография
Родилась 15 февраля 1947 года в Калининграде.
В 1971 году Окончила МГУ имени М. В. Ломоносова (отделение истории и теории искусств). Автор ряда альбомов, вступительных статей к каталогам, около 100 статей о творчестве московских художников (2000—2014). Автор ряда картин.
Живёт и работает в Москве.

## Звания
- Академик Российской академии художеств (Отделение искусствознания и художественной критики, с 2013 года)
- Заслуженный деятель искусств РФ (2012)
- Член-корреспондент Петровской Академии РФ (2006)
- Член Союза художников России
- Член АИС

## Государственная, общественная и педагогическая деятельность
- Комбинат монументально-декоративного искусства, генеральный директор (с 1987 года)
- Газета «Московский художник», главный редактор (с 2003 года)
- Преподавание (лекционные курсы) «Оценка произведений изобразительного искусства в рыночной практике», РГИИС (2003—2004)
- Участвовала в создании художественного оформления Федерального военного мемориального кладбища (2006—2013)

## Государственные и общественные награды
- Диплом Союза художников России (1999, 2008)
- Почетная грамота Союза художников России (2005)
- Орден Дружбы (2007)
- Медаль В. Верещагина (2009)
- Золотые медали ТСХР (2010) и  Союза художников России (2013)
- Благодарность РАХ (2009)
- Орден «Почёта»  (2016)
- Медаль «Достойному» РАХ (2017)
- Почётная грамота Президента Российской Федерации (2023)[2]